# منطقة لشبونة
منطقة لشبونة (بالبرتغالية: Região de Lisboa‏) واحدة من 7 مناطق جغرافية في البرتغال حسب تقسيمات إدارة الإحصاء بالمفوضية الأوروبية. تغطي مساحة 2,567 كيلومترا مربعا، ويبلغ عدد سكانها 2,760,723 نسمة (2005) و بكثافة 1,075 / كم ². من الناحية العملية، تعتبر المنطقة جزء من منطقة العاصمة لشبونة. هي منطقة ذات أهمية كبيرة في الصناعة (الخفيفة والثقيلة) ، والخدمات والزراعة. بها 18 بلدية.